# 艾莉森·里斯克-阿姆里特拉吉
艾莉森·里斯克-阿姆里特拉吉（英語：Alison Riske-Amritraj，1990年7月3日—，原姓 Riske）是美國职业网球女运动员，2008年轉職業。她的WTA生涯最高單打排名為第18（2020年1月15日）。

## 外部連結
- 艾莉森·里斯克-阿姆里特拉吉的国际女子网球协会官方資料（英文）
- 艾莉森·里斯克-阿姆里特拉吉的國際網球總會 職業／青少年 官方資料（英文）
- Fed Cup - Player profile - Alison Riske (USA) （页面存档备份，存于）